# Купчихин, Павел Олегович
Па́вел Оле́гович Купчи́хин (род. 12 сентября 2000, Казань, Россия) — российский хоккеист, защитник. Мастер спорта России (2021), мастер спорта Республики Беларусь, бронзовый призёр зимних юношеских Олимпийских игр 2016 в Лиллехаммере в составе сборной России U16, бронзовый призёр чемпионата МХЛ 2021, двукратный чемпион Республики Беларусь (2022, 2023).

## Биография
Воспитанник казанского «Ак Барса». Первый тренер — Мирханов Айрат Талгатович. В 2015 и 2016 в составе команды «Ак Барс-2000» становился двукратным победителем юношеского чемпионата России по хоккею с шайбой. Вызывался в юношеские команды страны до 16 и 17 лет. Бронзовый призёр зимних юношеских Олимпийских игр 2016 в Лиллехаммере.
В 2016 году дебютировал в Молодежной хоккейной лиге в составе команды «Ирбис». В 2021 году команда стала бронзовым призёром чемпионата Молодёжной хоккейной лиги. 31 августа 2021 года присвоено звание Мастер спорта России.
Летом 2021 Купчихин подписал контракт с жлобинским «Металлургом», выступающим в Белорусской Экстралиге. В первом же своём взрослом сезоне завоевал с командой золотые медали. После чемпионства одним из первых продлил контракт с клубом.
В 2022 году окончил Поволжский государственный университет физической культуры, спорта и туризма.
Во втором своём сезоне в составе «Металлурга» также завоевал золотую медаль и стал двукратным чемпионом. В решающем 7 матче финальной серии с гродненским «Неманом» стал автором единственного гола. На церемонии закрытия сезона 2022/23 был награждён призом имени Владимира Копатя, который вручается автору самой важной шайбы сезона.
Летом 2023 года клуб «Рязань-ВДВ» из Всероссийской хоккейной лиги заключил соглашение с Купчихиным на сезон 2023/24.
В сезоне 2024/25 выступает за казанский «Барс».